# Simhopp vid olympiska sommarspelen 2008
Tävlingar i simhopp arrangerades i OS 2008. De ägde rum i Beijing National Aquatics Center, eller "vattenkuben" som arenan också kallas. Tävlingarna hölls mellan 10 och 23 augusti.

## Tävlingsformat
Följande grenar var med under sommar-OS 2008:
- 10 meter höga hopp
- 3 meter svikt
- 10 meter höga hopp par
- 3 meter svikt par

Både män och damer tävlade i samma grenar men inte samtidigt. Individuella grenar innehöll försök, semifinal och en final medan de synkroniserade hoppen (par-hoppen) endast innehöll en final med åtta deltagare. I de individuella hoppen lottades alla deltagare slumpvis mot varandra i försöken och de 18 bästa gick vidare till semifinal. I semifinalen möttes de 18 bästa och de tolv bästa gick vidare till finalen.

## Tävlingsschema
Alla tider är i lokal tid (UTC+8).
| Day                      | Time        | Event                             |
| ------------------------ | ----------- | --------------------------------- |
| Söndag, 10 augusti 2008  | 14:30-15:40 | 3m svikt damer par                |
| Måndag, 11 augusti 2008  | 14:30-15:40 | 10 m höga hopp herrar par         |
| Tisdag, 12 augusti 2008  | 14:30-15:40 | 10 m höga hopp damer par          |
| Onsdag, 13 augusti 2008  | 14:30-15:40 | 3 m svikt herrar par              |
| Fredag, 15 augusti 2008  | 13:30-16:30 | 3 m svikt damer (försök)          |
| Lördag, 16 augusti 2008  | 20:00-21:40 | 3m svikt damer (semifinal)        |
| Söndag, 17 augusti 2008  | 20:30-22:00 | 3 m svikt damer (final)           |
| Måndag, 18 augusti 2008  | 19:00-22:30 | 3 m svikt herrar (försök)         |
| Tisdag, 19 augusti 2008  | 10:00-11:50 | 3 m svikt herrar (semifinal)      |
| Tisdag, 19 augusti 2008  | 20:30-22:10 | 3 m svikt herrar (final)          |
| Onsdag, 20 augusti 2008  | 19:00-22:10 | 10 m höga hopp damer (försök)     |
| Torsdag, 21 augusti 2008 | 10:00-11:40 | 10 m höga hopp damer (semifinal)  |
| Torsdag, 21 augusti 2008 | 20:00-21:30 | 10 m höga hopp damer (final)      |
| Fredag, 22 augusti 2008  | 19:00-22:45 | 10 m höga hopp herrar (försök)    |
| Lördag, 23 augusti 2008  | 10:00-11:50 | 10 m höga hopp herrar (semifinal) |
| Lördag, 23 augusti 2008  | 20:00-21:40 | 10 m höga hopp herrar (final)     |

## Medaljtabell
Hämtad från Peking-OS 2008 officiella webbplats.
| Pl.    | Nation     | Guld | Silver | Brons | Totalt |
| ------ | ---------- | ---- | ------ | ----- | ------ |
| 1      | Kina       | 7    | 1      | 3     | 11     |
| 2      | Australien | 1    | 1      | 0     | 2      |
| 3      | Ryssland   | 0    | 3      | 2     | 5      |
| 4      | Kanada     | 0    | 2      | 0     | 2      |
| 5      | Tyskland   | 0    | 1      | 1     | 2      |
| 6      | Mexiko     | 0    | 0      | 1     | 1      |
| 6      | Ukraina    | 0    | 0      | 1     | 1      |
| Totalt | Totalt     | 8    | 8      | 8     | 24     |

### Herrar
| Event                                      | Guld                       | Silver                                     | Brons                                        |
| 3 meter svikthopp Detaljer...              | He Chong Kina              | Alexandre Despatie Kanada                  | Qin Kai Kina                                 |
| 10 meter platform Detaljer...              | Matthew Mitcham Australien | Zhou Lüxin Kina                            | Gleb Galperin Ryssland                       |
| Parhoppning 3 meter svikthopp Detaljer...  | Wang Feng och Qin Kai Kina | Dmitri Sautin och Jurij Kunakov Ryssland   | Illja Kvasja och Oleksij Prygorov Ukraina    |
| Parhoppning 10 meter höga hopp Detaljer... | Lin Yue och Huo Liang Kina | Patrick Hausding och Sascha Klein Tyskland | Gleb Galperin och Dmitrij Dobroskok Ryssland |

### Damer
| Event                                      | Guld                            | Silver                                              | Brons                                    |
| 3 meter svikthopp Detaljer...              | Guo Jingjing Kina               | Julija Pachalina Ryssland                           | Wu Minxia Kina                           |
| 10 meter höga hopp Detaljer...             | Chen Ruolin Kina                | Émilie Heymans Kanada                               | Wang Xin Kina                            |
| Parhoppning 3 meter svikthopp Detaljer...  | Guo Jingjing och Wu Minxia Kina | Julija Pachalina och Anastasia Pozdnjakova Ryssland | Ditte Kotzian och Heike Fischer Tyskland |
| Parhoppning 10 meter höga hopp Detaljer... | Wang Xin och Chen Ruolin Kina   | Briony Cole och Melissa Wu Australien               | Paola Espinosa och Tatiana Ortiz Mexiko  |